# Hannacha
Oued Harbil è un comune dell'Algeria, situato nella provincia di Médéa.